# Anastrepha montei
Anastrepha montei är en tvåvingeart som beskrevs av Lima 1934. Anastrepha montei ingår i släktet Anastrepha och familjen borrflugor. Inga underarter finns listade i Catalogue of Life.